# Ivan Brondi
Ivan Brondi, właśc. Ivan Brondi de Carvalho (ur. 7 października 1941 w Santa Cruz do Rio Pardo) – brazylijski piłkarz, występujący na pozycji pomocnika.

## Kariera klubowa
Piłkarską karierę Ivan Brondi rozpoczął w SE Palmeiras na przełomie lat pięćdziesiątych i sześćdziesiątych. Najlepszym okresem w karierze Ivana była gra w Náutico Recife. Ivan Branco grał w złotym okresie klubu z Recife, czego dowodem jest sześciokrotne z rzędu zdobycie mistrzostwa stanu Pernambuco – Campeonato Pernambucano w 1963, 1964, 1965, 1966, 1967, 1968 oraz zdobycie wicemistrzostwa Taça Brasil w 1967 roku, najważniejszych wówczas rozgrywek krajowych w Brazylii. W następnym roku wystąpił w Copa Libertadores 1968, lecz Náutico nie wyszło z grupy. W zremisowanym 1-1 meczu z wenezuelskim Portugués Caracas Ivan zdobył swą jedyną bramkę w tych rozgrywkach. Ivan Brondi zakończył karierę w Botafogo Ribeirão Preto w 1969 roku.

## Kariera reprezentacyjna
W 1960 roku Ivan Brondi uczestniczył w Igrzyskach Olimpijskich w Rzymie. Na turnieju Ivan Brondi był rezerwowym i nie wystąpił w żadnym spotkaniu.